# Abdul Saboor Farid Kuhestani
 (mai 2020).
Si vous disposez d'ouvrages ou d'articles de référence ou si vous connaissez des sites web de qualité traitant du thème abordé ici, merci de compléter l'article en donnant les références utiles à sa vérifiabilité et en les liant à la section « Notes et références ».
Abdul Saboor Farid Kuhestani (né en 1952 et mort le 2 mai 2007 à Kaboul), est un homme politique afghan. Il a été Premier ministre de l'Afghanistan du 6 juillet au 15 août 1992.

## Biographie
Représentant de la province de Kâpîssâ (nord) et sénateur, il était un ancien commandant des moudjahidine dans cette zone. C'était un proche du chef de guerre Gulbuddin Hekmatyar, qui dirige une partie de l'insurrection contre l'armée nationale afghane du président Hamid Karzaï et ses alliés étrangers.
Il est assassiné à sa sortie de son domicile, le 2 mai 2007.